# Jack Sharkey
Jack Sharkey est un boxeur américain d'origine lituanienne né le 26 octobre 1902 à Binghamton, New York, et mort le 17 août 1994 à Beverly, Massachusetts.

## Carrière
Il devient champion du monde des poids lourds le 21 juin 1932 après avoir battu Max Schmeling mais perd sa ceinture l'année suivante par KO au 6e round face au géant italien Primo Carnera.

## Distinctions
- Jack Sharkey est élu boxeur de l'année en 1932 par Ring Magazine.
- Il est membre de l'International Boxing Hall of Fame depuis 1994[3].